# ستانلي وودورد (دبلوماسي)
ستانلي وودورد (بالإنجليزية: Stanley Woodward)‏ هو دبلوماسي أمريكي، ولد في 1899، وتوفي في 1992.